# Митькін Борис Вікторович
Борис Вікторович Митькін (рос. Митькин Борис Викторович; 24 червня 1914, Владикавказ — 20 листопада 1943) — радянський офіцер, Герой Радянського Союзу, в роки німецько-радянської війни командир мінометної роти 1035-го стрілецького полку 280-ї Конотопської Червонопрапорної стрілецької дивізії 60-ї армії Центрального фронту, лейтенант.

## Біографія
Народився 24 червня 1914 року в місті Владикавказ Північної Осетії. Росіянин. Закінчив семирічну школу. У 1934 році закінчив технікум м'ясної промисловості в Краснодарі. З 1936 року по 1939 рік проходив дійсну військову службу. Після демобілізації працював директором м'ясокомбінату в місті Загорськ Московської області.
У 1942 році призваний в ряди Червоної Армії. У 1943 році закінчив Смоленське піхотне училище. У боях радянсько-німецької війни з 1942 року. Воював на Центральному,  Воронезькому і 1-му Українському фронтах. Був двічі поранений.
Відзначився 24 вересня 1943 року при форсуванні Дніпра.
Указом Президії Верховної Ради СРСР від 17 жовтня 1943 року за героїзм і мужність, проявлені в боях при захопленні плацдарму на правому березі Дніпра та його утриманні, лейтенанту Митькіну Борису Вікторовичу присвоєно звання Героя Радянського Союзу.
20 листопада 1943 Б. В. Митькін загинув у бою біля села Садове Коростишівського району Житомирської області, де і похований.

## Нагороди, пам'ять

Погруддя в Коростишеві

Нагороджений орденом Леніна (17 жовтня 1943), медалями.
У місті Коростишеві Житомирської області на Алеї Героїв Б. В. Митькина встановлено погруддя.
Ім'я Бориса Вікторовича Митькіна носив колгосп у селі Садове і піонерська дружина села. До 20-річчя перемоги над фашизмом в селі йому було встановлено пам'ятник-обеліск.
Одна з вулиць Загорська (нині — Сергієв Посад), — колишня Нижня, носить з 1965 року ім'я Б. В. Митькіна. На будинку № 10 по цій вулиці встановлено меморіальну таблицю.